# By2
By2는 대만에서 활동하는 싱가포르의 쌍둥이 자매 듀엣이다. 멤버는 언니인 미코(Miko, 본명: 바이웨이펀(白緯芬))와 동생 유미(Yumi, 본명: 바이웨이링(白緯玲))로 1992년 3월 23일생이다. 일본풍의 이름을 자칭하고 있는 것은 대만 등 아시아에서는 일본 이름을 필명이나 예명으로 사용하는 것이 유행하고 있었기 때문이다.

## 음반 목록

### 정규 음반
- 2008: NC 16
- 2009: Twins
- 2010: Grown Up
- 2011: 90' Now
- 2013: Paradise

### 미니 앨범(EP)
- 2012: 2020 Love You Love You

### 컴필레이션 음반
- By2 Twins Collection